# Operación San Pedro
Operación San Pedro (en italiano: Operazione San Pietro) es una película italiana de 1967 del género comedia dirigida por Lucio Fulci.

## Reparto
- Lando Buzzanca: Napoleone
- Jean-Claude Brialy: el Cajella
- Edward G. Robinson: Joe Ventura
- Heinz Rühmann: cardenal Braun
- Christine Barclay: Marisa
- Uta Levka: Samantha
- Antonella Della Porta: Cesira
- Ugo Fangareggi: Agonia
- Dante Maggio: el Capitán
- Pinuccio Ardia: el Barón
- Wolfgang Kieling: il Francese
- Herbert Fux: cómplice de Joe Ventura
- Carlo Pisacane: Epimeno, el sacristán
- Piero Gerlini: guía turística de San Pedro
- Virginio Gazzolo: padre Siegfried Schultz
- Pietro Tordi: fraile franciscano
- Edda Ferronao: Madonna en la procesión
- Franco Castellani: camarero
- Mario Castellani: carcelero
- Giovanni Ivan Scratuglia: un sacerdote

## Producción
La película es el seguido de Arreglo de cuentas en San Genaro, estrenada el año anterior. De hecho, aparecen algunos personajes con el mismo nombre y el mismo intérprete, como Agonía, el Barón y el Capitán.
Las escenas de acrobacias con los vehículos están dirigidas e interpretadas por el equipo de Rémy Julienne.